# Tolani Lake
Tolani Lake est une census-designated place du comté de Coconino, dans l'État de l'Arizona, aux États-Unis. En 2020, elle compte une population de 227 habitants.